# Gradsko-kotarska nogometna liga Rijeka 1958./59.
Gradsko-kotarska nogometna liga Rijeka, također i pod nazivima Kotarsko nogometno prvenstvo Rijeke, Kotarska liga Rijeka je bila liga četvrtog stupnja nogometnog prvenstva Jugoslavije u sezoni 1958./59. 
 
Sudjelovalo je ukupno 11 klubova, a prvak je bio "3. maj" iz Rijeke. 

## Ljestvica
| mj. | klub                    | ut.                     | pob.                    | ner.                    | por.                    | gol+                    | gol-                    | bod                     |
| --- | ----------------------- | ----------------------- | ----------------------- | ----------------------- | ----------------------- | ----------------------- | ----------------------- | ----------------------- |
| 1.  | 3. maj Rijeka           | 18                      |                         |                         |                         |                         |                         | 30                      |
| 2.  | Nafta Rijeka            | 18                      |                         |                         |                         |                         |                         | 29                      |
| 3.  | Viktor Lenac Rijeka     | 18                      |                         |                         |                         |                         |                         | 25                      |
| 4.  | Klana                   | 18                      | 8                       | 4                       | 6                       | 39                      | 32                      | 20                      |
| 5.  | Lučki radnik Rijeka     | 18                      |                         |                         |                         |                         |                         | 20                      |
| 6.  | Svjetlost Rijeka        | 17                      |                         |                         |                         |                         |                         | 18                      |
| 7.  | Vinodol Novi Vinodolski | 18                      |                         |                         |                         |                         |                         | 16                      |
| 8.  | Primorac Šmrika         | 17                      |                         |                         |                         |                         |                         | 8                       |
| 9.  | Pomorac Kostrena        | 18                      |                         |                         |                         |                         |                         | 6                       |
| 10. | Primorje Krasica        | 18                      |                         |                         |                         |                         |                         | 4                       |
|     | Lokomotiva II Rijeka    | igrali van konkurencije | igrali van konkurencije | igrali van konkurencije | igrali van konkurencije | igrali van konkurencije | igrali van konkurencije | igrali van konkurencije |

- ljestvica bez rezultata jedne utakmice

## Rezultatska križaljka
| kratica | klub                    | 3MAJ | KLA | LUR | NAP | POM | PRIA | PRIJ | SVJ | VIKL | VIN | LOK |
| --- | ----------------------- | ---- | --- | --- | --- | --- | ---- | ---- | --- | ---- | --- | --- |
| 3MAJ | 3. maj Rijeka           |      |     |     |     |     |      |      |     |      |     |     |
| KLA | Klana                   |      |     |     |     |     |      |      |     |      |     |     |
| LUR | Lučki radnik Rijeka     |      |     |     |     |     |      |      |     |      |     |     |
| NAF | Nafta Rijeka            |      |     |     |     |     |      |      |     |      |     |     |
| POM | Pomorac Kostrena        |      |     |     |     |     |      |      |     |      |     |     |
| PRIA | Primorac Šmrika         |      |     |     |     |     |      |      |     |      |     |     |
| PRIJ | Primorje Krasica        |      |     |     |     |     |      |      |     |      |     |     |
| SVJ | Svjetlost Rijeka        |      |     |     |     |     |      |      |     |      |     |     |
| VIKL | Viktor Lenac Rijeka     |      |     |     |     |     |      |      |     |      |     |     |
| VIN | Vinodol Novi Vinodolski |      |     |     |     |     |      |      |     |      |     |     |
| LOK | Lokomotiva II Rijeka    |      |     |     |     |     |      |      |     |      |     |     |
| |                         |      |     |     |     |     |      |      |     |      |     |     |
| podebljan rezultat - utakmice od 1. do 11. kola (1. utakmica između klubova) rezultat normalne debljine - utakmice od 12. do 22. kola (2. utakmica između klubova) rezultat nakošen - nije vidljiv redoslijed odigravanja međusobnih utakmica iz dostupnih izvora rezultat smanjen * - iz dostupnih izvora nije uočljiv domaćin susreta prekrižen rezultat - poništena ili brisana utakmica p - utakmica prekinuta 3:0 p.f. / 0:3 p.f. - rezultat 3:0 bez borbe n.i. - nije igrano |                         |      |     |     |     |     |      |      |     |      |     |     |

 Izvori: